# Úterý
Úterý település Csehországban, a Észak-plzeňi járásban. Úterý Bezdružice, Teplá, Toužim, Bezvěrov, Ostrov u Bezdružic, Krsy és Blažim településekkel határos. Lakosainak száma 447 fő (2024. január 1.).

## Népesség
A település lakosságának változását az alábbi diagram mutatja:
| Lakosok száma | 1597 | 1772 | 1488 | 509  | 399  | 384  | 475  | 470  | 466  | 447  |
|               | 1869 | 1890 | 1921 | 1950 | 1980 | 2001 | 2017 | 2019 | 2022 | 2024 |